# Deutsche Meisterschaften im Biathlon 1997
Die Deutschen Meisterschaften im Biathlon wurden 1997 zum 27. Mal ausgetragen. Der Austragungsort war Bayerisch Eisenstein.

## Frauen

### Sprint 7,5 km
| Platz | Name       | Verein | Zeit / Fehler |
| ----- | ---------- | ------ | ------------- |
| 1     | Uschi Disl |        |               |
| 2     |            |        |               |
| 3     |            |        |               |

Datum:

### Einzel 15 km
| Platz | Name          | Verein | Zeit / Fehler |
| ----- | ------------- | ------ | ------------- |
| 1     | Kathi Schwaab |        |               |
| 2     |               |        |               |
| 3     |               |        |               |

Datum:

### 4 × 6 km Staffel
| Platz | Verband | Sportler | Zeit / Fehler |
| ----- | ------- | -------- | ------------- |
| 1     | Bayern  |          |               |
| 2     |         |          |               |
| 3     |         |          |               |

Datum:

## Männer

### Sprint 10 km
| Platz | Name       | Verein | Zeit / Fehler |
| ----- | ---------- | ------ | ------------- |
| 1     | Frank Luck |        |               |
| 2     |            |        |               |
| 3     |            |        |               |

Datum:

### Einzel 20 km
| Platz | Name              | Verein | Zeit / Fehler |
| ----- | ----------------- | ------ | ------------- |
| 1     | Marco Morgenstern |        |               |
| 2     |                   |        |               |
| 3     |                   |        |               |

Datum:

### 4 × 7,5 km Staffel
| Platz | Verband   | Sportler | Zeit / Fehler |
| ----- | --------- | -------- | ------------- |
| 1     | Thüringen |          |               |
| 2     |           |          |               |
| 3     |           |          |               |

Datum: